# Cryoburn
Cryoburn (titre original : (en) Cryoburn) est un roman de science-fiction de l'écrivaine américaine Lois McMaster Bujold, paru en 2010. Il fait partie de la Saga Vorkosigan dont il constitue le vingtième volet suivant l'ordre chronologique de l'univers de la Saga Vorkosigan.

## Résumé
Miles Vorkosigan se rend sur la planète Kibou-Daini, spécialisée dans la cryogénisation, pour y enquêter sur les desseins de l'une des corporations planétaires ayant des vues sur Komarr. Il est drogué lors d'une conférence sur la cryogénisation mais il réussit à échapper à son enlèvement. Désorienté par des hallucinations, il s'échappe et erre pendant quelques heures dans l'étrange nécropole de la ville, où sont stockés les corps cryogénisés dans l'espoir d'une future résurrection. Il rencontre dans un quartier pauvre Jin Sato, un enfant de onze ans dont la mère, activiste politique, a été cryogénisée un an et demi auparavant. Jin lui vient en aide et Miles lui demande un service : prendre contact avec le consulat barrayaran. Jin accepte et parvient jusqu'au consulat, mais, sur le chemin du retour vers son squat, il est capturé par la police car il est un enfant déclaré disparu par son oncle et sa tante, de chez qui il s'est échappé plus d'un an auparavant.
Pendant ce temps, Roic, l'homme d'arme de Miles, et Raven Durona, un savant travaillant pour Miles, également présents à la conférence, se font kidnapper en même temps que d'autres délégués galactiques par un groupe terroriste exalté. Ils parviennent néanmoins à échapper rapidement à la vigilance de leurs gardiens.

## Éditions
- Cryoburn, Baen Books, 19 octobre 2010, 345 p.  (ISBN 978-1-4391-3394-1)
- Cryoburn, J'ai lu, coll. « Nouveaux Millénaires », 25 octobre 2011, trad. Sandy Julien, 382 p.  (ISBN 978-2-290-03262-6)
- Cryoburn, J'ai lu, coll. « Science-fiction » no 10439, 12 juin 2013, trad. Sandy Julien, 444 p.  (ISBN 978-2290032633)